# Sphelodon concolor
Sphelodon concolor là một loài tò vò trong họ Ichneumonidae.